# Ślepa furia
Ślepa furia – amerykański thriller z 1989 roku inspirowany filmami o Zatoichim.

## Główne role
- Rutger Hauer - Nick Parker
- Terry O’Quinn - Frank Devereaux
- Brandon Call - Billy Devereaux
- Noble Willingham - MacCready
- Lisa Blount - Annie Winchester
- Nick Cassavetes - Lyle Pike
- Rick Overton - Tector Pike
- Charles Cooper - Cobb
- Meg Foster - Lynn Devereaux
- Randall Cobb - Slag

## Fabuła
Nick Parker przez 20 lat był uznany za zmarłego. Walczył w Wietnamie, wskutek tego stracił wzrok. Wraca do USA, by spotkać towarzysza broni Franka Devereaux, bo przez jego zachowanie doszło do tragedii. Na miejscu poznaje jego żonę i syna, ale dowiaduje się, że Frank ich zostawił. Podczas picia kawy, pojawia się policyjny patrol. Niestety, są to przebrani gangsterzy. Zabijają kobietę i porywają Billy’ego, jednak Nick unieszkodliwia ich samurajskim mieczem schowanym w lasce i odbija chłopca. Obaj zaczynają szukać Franka, który (jak się okazuje) został porwany przez mafię, która chce go zmusić do stworzenia narkotyku...